# Verband Schweizerischer Handelsschulen
Der Verband Schweizerischer Handelsschulen (VSH) ist ein Schweizer Verein, der Privatschulen für kaufmännische Aus- und Weiterbildungen organisiert. 
Der Verband wurde 1978 gegründet und hat seinen Sitz in Bern. Der VSH hat 42 Mitglieder, unter anderem AKAD, Bénédict-Schulen, Feusi Bildungszentrum, HSO Wirtschaftsschule Schweiz, Sport Academy Zurich, Swiss School of Tourism and Hospitality und SWS Schulen für Wirtschaft und Sprachen. Der VSH ist „der älteste und renommierteste Verband für private Handelsschulen“ in der Schweiz.
Organisiert sind die privaten Handelsschulen mehrheitlich über zwei Verbände: für die Deutschschweiz und das Tessin im Verband Schweizerischer Handelsschulen sowie für die Romandie das «Groupement Suisse des Ecoles de Commerce».